# Peter Steiger
Peter Steiger (Schlatt, 23 de enero de 1960) es un deportista suizo que compitió en ciclismo en la modalidad de pista, especialista en la prueba de medio fondo.
Ganó tres medallas en el Campeonato Mundial de Ciclismo en Pista entre los años 1990 y 1992.

## Medallero internacional
| Campeonato Mundial | Campeonato Mundial    | Campeonato Mundial | Campeonato Mundial |
| Año                | Lugar                 | Medalla            | Competición        |
| ------------------ | --------------------- | ------------------ | ------------------ |
| 1990               | Maebashi ( Japón)     | Medalla de plata   | Medio fondo (P)    |
| 1991               | Stuttgart ( Alemania) | Medalla de plata   | Medio fondo (P)    |
| 1992               | Valencia ( España)    | Medalla de oro     | Medio fondo (P)    |